# Prva crnogorska nogometna liga 2008./09.
Sudionici Prve crnogorske nogometne lige 2008./09. su:
- Budućnost iz Podgorice
- Dečić iz Tuzi
- Grbalj iz Radanovića
- Jedinstvo iz Bijelog Polja
- Jezero iz Plava
- Kom iz Podgorice
- Lovćen iz Cetinja
- Mogren iz Budve
- Petrovac iz Petrovca
- Rudar iz Pljevlje
- Sutjeska iz Nikšića
- Zeta iz Golubovaca

Ovo je treće prvenstvo samostalne Crne Gore u nogometu u povijesti.

## Natjecateljski sustav
Igra se trokružni liga-sustav, svako sa svakim, po jedna utakmica na domaćem i na gostujućem terenu, a u trećem dijelu prvenstva, domaćin trećeg susreta se izvlači ždrijebom.

## Ljestvica
| mj. | klub                        | ut. | pob. | ner. | por. | gol+ | gol- | bod      |
| --- | --------------------------- | --- | ---- | ---- | ---- | ---- | ---- | -------- |
| 1.  | Mogren Budva                | 33  | 23   | 5    | 5    | 62   | 24   | 74       |
| 2.  | Budućnost Podgorica         | 33  | 21   | 7    | 5    | 72   | 34   | 70       |
| 3.  | Sutjeska Nikšić             | 33  | 18   | 9    | 6    | 45   | 23   | 63       |
| 4.  | Grbalj Radanovići           | 33  | 15   | 5    | 13   | 47   | 34   | 50       |
| 5.  | Rudar Pljevlja              | 33  | 12   | 5    | 16   | 40   | 37   | 41       |
| 6.  | Petrovac (Petrovac na Moru) | 33  | 12   | 5    | 16   | 42   | 57   | 41       |
| 7.  | Lovćen Cetinje              | 33  | 10   | 10   | 13   | 25   | 25   | 40       |
| 8.  | Kom Podgorica               | 33  | 10   | 7    | 16   | 34   | 44   | 37       |
| 9.  | Zeta Golubovci              | 33  | 13   | 7    | 13   | 36   | 42   | 36 (-10) |
| 10. | Jezero Plav                 | 33  | 9    | 6    | 18   | 30   | 62   | 33       |
| 11. | Dečić Tuzi                  | 33  | 9    | 4    | 20   | 24   | 46   | 31       |
| 12. | Jedinstvo Bijelo Polje      | 33  | 7    | 8    | 18   | 28   | 57   | 29       |

- Petrovac na Moru – često se spominje samo kao i Petrovac
- "Petrovac" – također i kao "OFK Petrovac"

Prvak je FK "Mogren" iz Budve.
Igrao je u postavi: I. Janjušević, N. Janičić, L. Pejović, D. Božović, M. Radović, G. Jovanović, I Stojaković, M. Rakić, B. Kalezić, M. Vujović, V. Gluščević, N. Vujović, R. Zec, M. Nerić.
"Mogren" igra kvalifikacije za Ligu prvaka, "Budućnost" i "Sutjeska" odlaze igrati u Kup UEFA, "Grbalj" u Intertoto kup.
"Jedinstvo" ispada u drugu ligu.
"Dečić" i "Jezero" idu u baraž za opstanak.
"Berane" su novi prvoligaši i ujedno povratnici u prvu ligu nakon sezone kao drugoligaš.
Za opstanak u 1. ligi, odnosno ulazak u 1. ligu razigravaju "Dečić" i podgorička "Mladost" te "Jezero Plav" i "Mornar" iz Bara.
Nakon razigravanja, 2. mjesto za 1. ligu je izborio "Mornar". "Jezero" se pridružuje "Jedinstvu".

## Najbolji strijelci
- 18 pogodaka – Fatos Beqiraj (Budućnost)
- 17 pogodaka – Predrag Ranđelović (Rudar), Ivan Vuković (Budućnost)
- 16 pogodaka – Vladimir Gluščević (Mogren)
- 15 pogodaka – Admir Adrović (Sutjeska)

## Vanjske poveznice
Statistika  Arhivirana inačica izvorne stranice od 2. lipnja 2012. (Wayback Machine)
Tabela T-Com 1.CFL 2008./09.  Arhivirana inačica izvorne stranice od 13. svibnja 2012. (Wayback Machine)